# Carl Deal
Carl Deal é um jornalista e cineasta norte-americano. Como reconhecimento, foi nomeado ao Oscar 2009 na categoria de Melhor Documentário em Longa-metragem por Trouble the Water.